# Dominique Perrault
Dominique Perrault es un arquitecto francés nacido en Clermont-Ferrand, Auvernia en 1953. En 1981 creó su propio estudio. Su obra más destacada es la Biblioteca François Mitterrand, en París.

## Biografía
Actor comprometido de la arquitectura contemporánea, Dominique Perrault, es profesor en la Escuela Politécnica Federal de Lausanne, conferenciante en Francia y en el extranjero y miembro del Consejo científico del Atelier Internacional del Gran París desde 2012. Arquitecto de la Biblioteca Nacional de Francia tras vencer en el concurso en 1989, es autor entre otras realizaciones del velódromo y de la piscina olímpica de Berlín, de la ampliación del Tribunal de Justicia de la Unión Europea en Luxemburgo, del Centro Olímpico de Tenis en Madrid, del campus de la Universidad femenina Ewha en Seúl y de la torre Fukoku en Osaka. Su obra se expone en los principales museos del mundo. El Centro Georges Pompidou de París le consagró una exposición monográfica sobre el conjunto de su trabajo en 2008. Además fue designado comisario del pabellón francés de la sección de arquitectura de la Bienal de Venecia en 2010.
En paralelo, está al frente de importantes operaciones de rehabilitación patrimonial, como por ejemplo la del prestigioso hipódromo de Longchamp en París, la del pabellón Dufour en el Palacio de Versalles o la de la Oficina de Correos del Louvre en París. En la primavera de 2014, Dominique Perrault ha inaugurado la torre más alta de Viena, icono del nuevo barrio de negocios de la capital austriaca, así como el Gran Teatro de Cordeliers en Albi (Francia).

## Filosofía
Las cuatro líneas principales de investigación que le han valido el título de doctor “Honoris Causa” por la Universidad de Arquitectura y Urbanismo de Bucarest en mayo de 2013 son las siguientes: « La primera, ligada al deseo de enriquecer el vocabulario arquitectónico, radica en la interpretación elocuente de las fuentes de inspiración […] del minimalismo artístico y del arte conceptual. En Perrault, el vocabulario de la composición implica una simplificación de la sintaxis, no de la morfología. La segunda línea apunta a la aproximación abierta y flexible, el hecho de aceptar las incertidumbres, de rechazar el dogmatismo y de criticar las cuestiones de estilo y de composición. La tercera considera la arquitectura como parte integrante del paisaje. La cuarta está ligada a la innovación. […] Inspirados por la lección del movimiento moderno, los muros cortina despegados de la estructura y puestos en evidencia como pantallas ligeras, transparentes y translúcidas se manifiestan como un elogio de las tecnologías contemporáneas, sin someterse a las mismas. La innovación está estrechamente ligada a la ingeniería».
Para Frédéric Migayrou, « toda obra de Dominique Perrault cuestiona el aspecto figural de la arquitectura, su capacidad de tener sentido, de construir una imagen dinámica tejida de valores sociales y culturales. […] El posicionamiento de Dominique Perrault se trama entre ese racionalismo, que busca articular las leyes de la composición de elementos tipológicos, y una comprensión estructuralista de la sintaxis arquitectónica, multiplicando de esta manera los juegos de interrelaciones entre componentes de escala y de valor simbólico muy dispares» En el cruce de disciplinas, su obra está para Luis Fernández-Galiano  «a menudo ligada a la gran tradición de la monumentalidad geométrica francesa; es inevitable relacionar sus rotundos gestos en el territorio con ese urbanismo afirmativo que trata la naturaleza como una geografía voluntaria; y es obligado interpretar la simplicidad casi inocente de sus diagramas fundamentales a la luz de prácticas conceptuales o mínimas que se extienden hasta los límites del “land art” y el “arte povera».

## Premios
- 1983 Premio Álbumes de Joven Arquitectura del Ministerio de Fomento
- 1983 Premio del Programa de Arquitectura- PAN XII
- 1984 «Architecture et Maître d'Ouvrage» 1.º Premio por la Fábrica Someloir
- 1990 «Architecture et Maître d'Ouvrage» 1.º Premio por el edificio industrial Berlier
- 1990 Escuadra de Plata por el edificio industrial Berlier
- 1992 Medalla de plata de urbanismo por la Biblioteca Nacional de Francia
- 1992 Constructa Preis' 92 Premio Europeo otorgado por el Edificio industrial Berlier
- 1993 Gran Premio Nacional de Arquitectura
- 1995 Caballero de la Legión de Honor
- 1996 Constructec-Prize 1996, Mención especial Premio Europeo de arquitectura industrial, por la depuradora de tratamiento de aguas de la SAGEP
- 1997 Premio de Arquitectura Contemporánea Mies van der Rohe por la Biblioteca Nacional de Francia
- 1999 Deutscher Preis für Architektur 2.º Premio por el Velódromo y Piscina olímpica de Berlín
- 2000 Concurso AIT 1.º Premio «Mobiliario de Oficina» por la silla de lectura de la Biblioteca Nacional de Francia
- 2001 «World Architecture Award», 1.º Premio a la mejor construcción industrial por La Fábrica APLIX
- 2002 «World Architecture Award», 1.º Premio a la mejor construcción pública europea por la Mediateca de Vénissieux
- 2003 BTV Bauherrenpreis, Austria (arquitecto/cliente) por el Ayuntamiento de Innsbruck
- 2003 BTV Bauherrenpreis, Austria (arquitecto/cliente) por el supermercado M-Preis Wattens II
- 2005 Best Industrial Building 2005 AIA Maryland, Estados Unidos por la Fábrica GKD, Cambridge, Estados Unidos
- 2006 Dedalo - Minosse International Prize, Premio Especial por el Ayuntamiento de Innsbruck
- 2006 «New Alpine Architecture» Premio 2006, por el supermercado M-Preis Zirl
- 2008 Reigate Society Award 2008, Premio por el Pabellón del Priory Park, Reigate, Reino Unido
- 2008 Seoul Metropolitan Architecture Award 2008, 1.º Premio por la Universidas femenina Ewha, Seúl, Corea del Sur
- 2009 Concurso Construcción Acero 2009, premio por el Tribunal de Justicia de la Unión Europea, Luxemburgo
- 2009 European Steel Design Awards 2009, premio por el Tribunal de Justicia de la Unión Europea, Luxemburgo
- 2009 Green Good Design, Environment / Landscape Architecture Award por la Universidad Femenina Ewha, Seúl, Corea del Sur
- 2009 American Institute of Architects, AIA Design Award por el concurso de la Universidad de Derecho de Baltimore, Estados Unidos
- 2010 Pirámide de Plata, categoría Innovación, Federación de Promotores-Constructores (FPC), por el edificio de viviendas, oficinas y comercios de Lille, Francia
- 2010 Pirámide de Plata, categoría Edificio de Empresa, Federación de Promotores-Constructores (FPC), por el edificio de oficinas Onix de Lille, Francia
- 2010 Pirámide Vermeil a la innovación, por el edificio Vérose de Lille
- 2010 Premio Observatorio D´ACHTALL, categoría Arquitectura, España
- 2010 Premio Afex por la Universidad Femenina Ewha, Seúl
- 2010 Medalla de Oro de la Academia de Arquitectura, por el conjunto de su obra
- 2013 Oficial de la Legión de Honor
- 2015 Premio Praemium Imperiale International Arts Award.

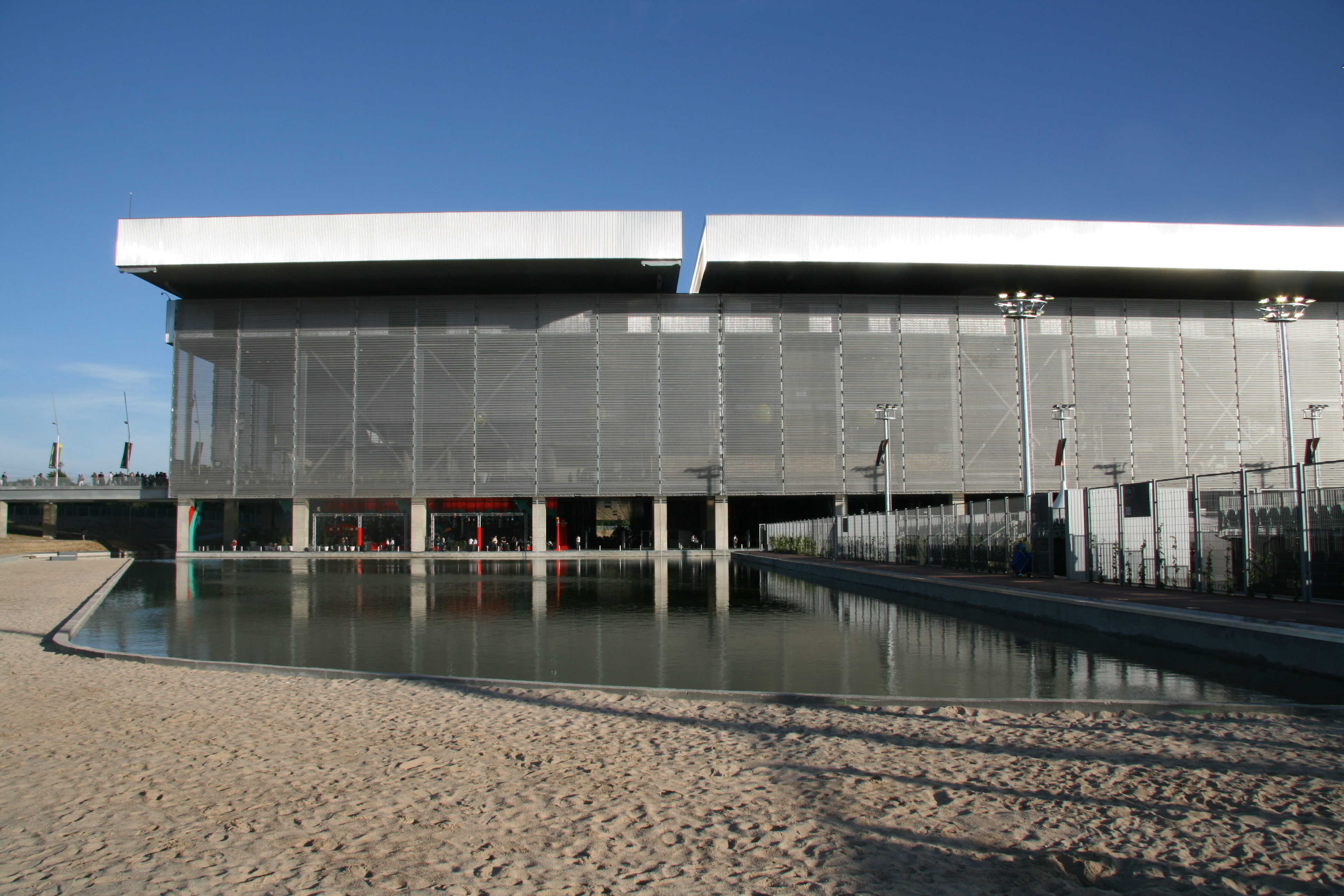
Caja Mágica exterior

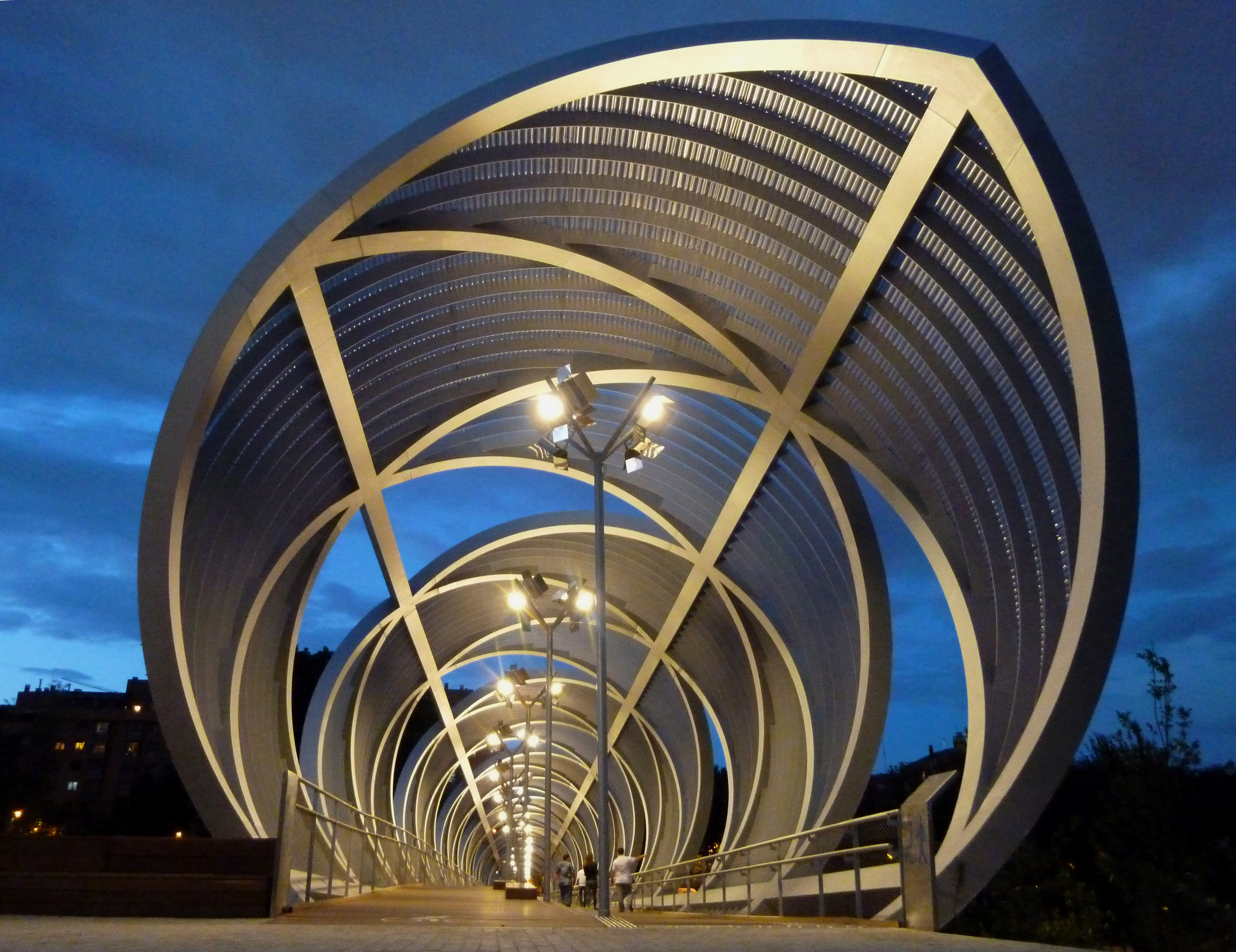
Puente de Arganzuela (2008-2011)

## Realizaciones

### Realizaciones principales
- 1981-1983: Fábrica Someloir, Châteaudun, Francia
- 1983-1986: Viviendas «Les Caps Horniers», Rezé-lès-Nantes, Francia
- 1984-1987: ESIEE - Escuela Superior de Ingenieros de Electrónica y Electrotecnia, Marne-la-Vallée, Francia
- 1986-1990: Hôtel Industrial Jean-Baptiste Berlier, París, Francia
- 1987-1993: Estación de Tratamiento de Aguas de París, para la SAGEP, Ivry-sur-Seine, Francia
- 1988-1991: Centro de conferencias Usinor-Sacilor, Saint-Germain-en-Laye, Francia
- 1988-1991: Viviendas «Le Louis Lumière», Saint-Quentin-en-Yvelines, Francia
- 1988-1994: Sede del Departamento de la Meuse, Bar-le-Duc, Francia
- 1989-1993: Archivos departamentales de la Mayenne, Laval, Francia
- 1989-1995: Biblioteca Nacional de Francia, París, Francia
- 1991: Galería Denise René, París, Francia
- 1992-1999: Velódromo y piscina olímpica, Berlín, Alemania
- 1993-1995: Centro Técnico del Libro, Bussy Saint-Georges, Francia
- 1995-1997: Gran Invernadero de la Ciudad de las Ciencias y la Industria, París, Francia
- 1996-2004:Ayuntamiento, oficinas, comerciosy hotel, Innsbruck, Austria
- 1996-2008: Tribunal de Justicia de la Unión Europea, Gran ampliación, Luxemburgo
- 1997-1999: Fábrica APLIX, Unidad de fabricación industrial, Le Cellier, Nantes, Francia
- 1997-2001: Mediateca Lucie Aubrac, Vénissieux, Francia
- 1998-2007: Complejo deportivo de Montigalà, Badalona, Barcelona, España
- 1999-2003: Tres supermercados para el grupo MPREIS, Wattens, Zirl, Austria
- 1999-2004: Piazza Gramsci, Cinisello Balsamo, Milán, Italia
- 1999-2008: Hotel ME Barcelona, Barcelona, España
- 1999-2009: Edificio de oficinas para Hines, Barcelona, España
- 2000-2002: Aparcamiento Emile Durkheim, París, Francia
- 2001-2004: Fábrica GKD-USA, Cambridge, Maryland, Estados Unidos
- 2002-2005: Café Lichtblick, Terraza del Ayuntamiento, Innsbruck, Austria
- 2002-2009: Caja Mágica, Centro Olímpico de Tenis, Parque del Manzanares, Madrid, España
- 2004: Urbanización de la Friedrich-Ebert-Platz, Düren, Alemania
- 2004-2006: Teatro Nô, Niigata, Japón
- 2004-2007: Rehabilitación de una fábrica para el estudio Dominique Perrault Architecture, París, Francia
- 2004-2008: Universidad femenina EWHA, Seúl, Corea del Sur
- 2004-2014: DC Towers torre 1, Donau City, Viena, Austria
- 2005-2009: Edificio de oficinas, Boulogne Billancourt, Francia
- 2005-2008: Pabellón de Priory Park, Reigate, Reino Unido
- 2005-2009: Sede de la Mancomunidad, Perpiñán, Francia
- 2005-2012: Viviendas, oficinas y comercios Zac Euralille 2, Lille, Francia
- 2006-2009: Edificio de oficinas Onix, Lille, Francia
- 2006-2009: Hotel NH-fieramilano, categoría 4*, Milán, Italia
- 2006-2010: Torre Fukoku, Osaka, Japón
- 2006-2012: Palacio de los Deportes de Rouen, Francia
- 2007-2010: Fachadas para el Krisztina Palace, Budapest, Hungría
- 2007-2011: Viviendas y oficinas «La Liberté», Groningen, Países Bajos
- 2008-2011: Pasarela de la Arganzuela, Madrid, España
- 2009: Rehabilitación oficinas Sammode, París, Francia
- 2009-2011: Complejo rcsidecial, isla de Jeju, Corea del Sur
- 2009-2014: Gran Teatro de Albi, Francia
- 2011: Instalación «Open Box» Bienal de Gwangju, Gwangju, Corea del Sur
- 2011-2013: BnF MK2 – Desarrollo comercial de la Biblioteca Nacional de Francia, sede François Mitterrand, París, Francia
- 2011-2013: Escuela Politécnica Federal de Lausana. Rehabilitación / ampliación de la Antigua Biblioteca (BI), Lausana, Suiza

### Obras en proyecto
- 2004-2016: DC Towers torre 2, Donau City, Viena, Austria
- 2005-: Masterplan área Hospitalaria, Nápoles, Italia
- 2005-2010: Hospital Cardarelli, biblioteca y espacios de recepción, Nápoles, Italia
- 2005-2018: Palacio de Congresos y Exposiciones, León, España
- 2007-2014: Hotel B&B, categoría 2 estrellas, París, Francia
- 2007-2015: Torres del puente de Sèvres, Boulogne-Billancourt, Francia
- 2009-2018: Nuevo barrio de la estación de tren FFS, Locarno-Muralto, Suiza
- 2010-  : Museo Dobrée, Nantes, Francia
- 2010-2014: Laboratorios Roche, Meylan, Francia
- 2011-2015/2017: Teaching Bridge de la Escuela Politécnica Federal de Lausana. Rehabilitación / ampliación del Pabellón de Mecánica (ME), Lausana, Suiza
- 2011-2015: Restructuración del Pabellón Dufour, Palacio de Versalles, Versalles, Francia
- 2011-2015: Sede Social SCE Nantes, Francia
- 2011-2016: The Blade – Torre B2-2, Sky Island, Seúl, Corea del Sur
- 2011-2016: Nuevo Longchamp, Hipódromo de Longchamp, París, Francia
- 2011-2020: Urbanización del Barrio del Etang, Ginebra, Suiza
- 2012: Atelier Internacional del Gran París, Francia
- 2012-2015: 96 Iéna, París, Francia
- 2012-2015: Torre de la Explanada, Friburg, Suiza
- 2012-2017: Cluster de hoteles y oficinas Lyon Part Dieu, Lyon, Francia
- 2012-2018: Restructuración de los Correos del Louvre, París, Francia
- 2012-2018: Feria de Exposiciones de la Puerta de Versalles, París, France
- 2013-: 5.ª ampliación del Tribunal de Justicia de la Unión Europea, Luxemburgo
- 2013-2015: Hanwha Life Insurance Instituto de Formación, Yongin, Corea del Sur
- 2013-2018: Zurich Vulcano, Zúrich, Suiza
- 2013-2022: Estación de metro de Villejuif-Institut-Gustave-Roussy, Villejuif, Francia
- 2004-2014/2015: Piazza Garibaldi, Nápoles, Italia

### Estudios urbanos
- 1992-1993: Lu Jia Zui, barrio de negocios de Pudong, Shanghái, China
- 1994-1998: Estudios para la reurbanización de la Isla Sainte-Anne, Nantes, Francia
- 1994-1998: Estudio para la reurbanización del complejo UNIMETAL, Caen, Francia, realizado el pre-paisajismo
- 1992-1999: Estudios para la reurbanización de las orillas del Garona, ZAC de la Bastide, Burdeos, Francia
- 1994-1998: Estudios para la reurbanización de la zona industrial BLEG «Das Spreeknie» - oficinas, complejo universitario, viviendas, Berlín, Alemania
- 1995-1997: Estudios para la remodelación del centro de la ciudad, Tremblay-en-France, Francia
- 1996-1997: Estudios para la preservación y el desarrollo de las ciudades históricas de Suzhou y Lijiang, China
- 1997 Proyecto de desarrollo urbano, Marly-le-Roi, Francia
- 1998: Desarrollo de los alrededores de la Mediateca, Venissieux, Francia
- 2000-2001: Estudios para el desarrollo del sector Salmisaari Ruoholahti, Helsinki, Finlandia
- 2000-2002: Amsterdam-Schiphol Airport, estudios para el desarrollo de la zona "polder Haarlemmermeer", Ámsterdam, Países Bajos
- 2002-2004: Estudios para el desarrollo del centro de la Donau City y de la orilla del Danubio, Viena, Austria
- 2002-2004: Rathausquartier, Innsbruck, Austria
- 2000-2012: Remodelación urbana de la Playa de Las Teresitas, Santa Cruz de Tenerife, Tenerife, España
- 2004 Sede de Eukostren, Durango, España
- 2005 Remodelación de las márgenes del río Manzanares, Madrid, España, proyecto premiado
- 2005 Kirchberg, Diseño urbano para la entrada a la ciudadela de Kirchberg - Estudios para el bulevar Adenauer, enlace tren-tram, Luxemburgo
- 2005-2009: Masterplan Hospital Cardarelli. Reurbanización de los aledaños y de la circulación del hospital, Nápoles, Italia
- 2006 Kirchberg, proyecto urbano Puerta de Europa - Proyecto de ejecución de la Secretaría de la Comisión Europea, Luxemburgo
- 2007: Plateau du Kirchberg, proyecto urbano de la Puerta de Europa - Sector Norte, parcela Jean Monnet - implantación de la Comisión Europea, de los fondos de pensiones de Luxemburgo y reserva de terrenos, Luxemburgo
- 2007: Estudio de alturas, Zona Porte de la Chapelle, París, Francia
- 2008: Plateau du Kirchberg, proyecto urbano de la Puerta de Europa - calle y sector zona Niedergr Banco Europeo de Inversiones, Luxemburgo
- 2008: Estudios del Palacio de Congresos y Exposiciones, León, España
- 2008-2009: Masterplan de las Termas de San Pellegrino, Italia, 1.er premio
- 2009 -: Nuevo centro de negocios, Sofía, Bulgaria
- 2009-2018: Nueva estación de FFS barrio Muralto Locarno, Suiza
- 2011-2020: Sector de Planeamiento de l´Etang, Ginebra, Suiza
- 2012: Estudio sobre el sitio urbano de la antigua fábrica de producción de agua potable de la Ciudad de París, Vitry-sur-Seine, Francia
- 2012: Estudio sobre el enlace urbano Neuilly - La Defense, París, Francia

## Exposiciones monográficas
- 1991: Galerie Denise René / Rive Gauche, París, Francia, Estudios para la Biblioteca Nacional de Francia Galerie Denise René / Rive Droite, París, Francia, Concepto-Contexto
- 1992 I.F.A. Instituto francés de arquitectura, París, Francia
- 1994 Arc en rêve de Burdeos, Francia, Hangar 14, Burdeos, Francia, Bordeaux Deux Rives
- 1996 Architekturgalerie Lucerna, Suiza: Naturalezas, más allá de la arquitectura, Aedes Galería en Berlín, Alemania, París... Berlín. Dominique Perrault
- 1997 Asociación Portuguesa de Arquitectos, Lisboa, Portugal
- 1998 Galería TN Probe, Tokio, Japón, The Still de la Universidad de Illinois, Chicago, EE. UU.-Architektur Forum Tirol, Innsbruck, Austria, Architektur und Natur
- 1999: Museo de Arquitectura de Estonia, Tallin, Centro Danés de Arquitectura, Gammel Dok Copenhague, Dinamarca
- 1999: Bauhaus Universität Weimar, Alemania
- 1999: Galería RAS, Barcelona, España
- 1999: Galería del Ministerio de Fomento, Madrid, España, Dominique Perrault Arquitecto Urbanista
- 2000 Instituto de Francia en Berlín, Alemania
- 2000: El Museo de Arquitectura Finlandesa, Helsinki, Finlandia
- 2002 Galerie Anne de Villepoix, París, Francia, Mesh
- 2002 Exposición Itinerante AFAA - DAPA, Obras Escogidas
- 2003 Exposición Itinerante Aedes - DPA, New Mariinsky Theatre, San Petersburgo, Showroom Zumtobel Puurs, Bélgica; Lichtforum Zumtobel, Viena, Austria; Centre Building - Royal Academy, Londres, Inglaterra; Aedes Gallery, Berlín, Alemania
- 2004 Sawaya y Moroni, Milán, Italia, Crystal Sambesi
- 2005 Universidad de Tsinghua, Pekín, China
- 2006 Architekturzentrum, Viena, Meta-Edificios
- 2007: Arc en Rêve, Burdeos, Francia, DPA Dominique Perrault Architecture
- 2008: Centro Pompidou, París, Francia DPA Dominique Perrault Architecture
- 2009: Fundación ICO, Madrid, España, DPA Dominique Perrault Architecture
- 2010: Comisario del Pabellón francés en la Bienal de Arquitectura de Venecia, ¿Metropolis?
- 2010: Tokyo Opera City Art Gallery, Tokio, Japón, DPA Dominique Perrault Architecture
- 2013: Construcción del edificio BI-Ecole Polytechnique Fédérale de Lausanne, Lausanne, Suiza Dominique Perrault Architecture - Territorios y horizontes

## Publicaciones

### Monografías
- Dominique Perrault, Artemis, 1994 (Francés / Inglés)
- Dominique Perrault, Naturalezas, más allá de la arquitectura, Birkhauser, 1996
- Dominique Perrault, a pequeña escala, GG, 1998 (Inglés / Español)
- Con Dominique Perrault Arquitecto ACTAR / Birkhäuser, 1999 (Francés, Inglés o Español)
- Dominique Perrault, Progetti e architectture, Electa, 2000 (Italiano)
- Dominique Perrault, Selección de Obras actuales, Images Publishing, Australia, 2001 (en inglés o chino)
- Dominique Perrault, La violencia de lo neutro, 1900-2001, El Croquis, 2001
- Andrea Bruschi, Dominique Perrault, Kappa, Italia, 2002 (Italiano)
- Dominique Perrault, A + U Monografía N ° 391, 2003
- Gilles de Bure, Dominique Perrault, Terrail, Francia, 2004 (Francés / Inglés)
- Dominique Perrault, NY, The World Architecture Magazine Publications, China, 2004
- Dominique Perrault, CA 64, CA Press Publishing, enero de 2006 (Corea / Inglés)
- Maria Vittoria Capitanucci, Dominique Perrault, Skira, 2006 (italiano, francés, Inglés)
- Dominique Perrault. Arquitectura 1997-2007, TC Cuadernos N º 77-78, Ediciones Generales de la Construcción, 2007 (Español / Francés / Inglés)
- Daniele Mancini, Dominique Perrault. La seconda natura dell'architettura, Postmedia Books, 2007 (Italiano)
- Dominique Perrault / DPA Hoy, A + U, N º 468, 2009 (japonés-Inglés)
- Dominique Perrault 1990-2009, AV N º 132, 2009 (Español / Inglés)
- Dominique Perrault Architecture, WAM World Architecture Masters 2009 (Búlgaro e inglés)
- Andrea Zamboni, Dominique Perrault, Motta Architettura, 2009 (en italiano)
- Gilles de Bure, Dominique Perrault Architecture - 20 proyectos, Kenchiku Diario Publishing, 2010 (japonés-Inglés)
- Andrea Zamboni, Dominique Perrault, Fohla S. Paulo, 2011 (Portugués)
- Francesca Serrazanetti Matteo Schubert (ed.), Dominique Perrault, Inspiración y proceso en la Arquitectura, Moleskine, 2013

### Catálogos de exposición
- Dominique Perrault, Centro de Arquitectura Arc en rêve de 1994
- Dominique Perrault -Morceaux choisis, Sens y Tonka Publishers, 2002 (Francés / Inglés / Español)
- Meta-Buildings, Walther König, 2006 (Alemán / Inglés)
- Dominique Perrault Architecture, TF Ediciones, 2009 (Español / Inglés)
- Dominique Perrault Architecture, HYX Editions, Centre Pompidou, 2008 (Francés / Inglés)
- Dominique Perrault, Metropolis?, DPA - Instituto Francés, 2011 (Francés / Inglés)
- Dominique Perrault architecture - Territoires et horizons, Presses Polytechniques et Universitaires Romandes, 2013 (Francés / Inglés / Alemán)

### Proyectos
- Hubert Tonka, Georges Fessy (fotografías) ESIEE, 1988 (agotado)
- Hubert Tonka, Georges Fessy (fotografías), Hotel industrial Berlier, 1990 (agotado)
- La Biblioteca Nacional de Francia 1989-1995, centro de arquitectura Arc en Rêve, Artemis, 1995 Birkhauser, 1995 (Francés / Inglés)
- Hospital de libro - Centro Técnico de la Biblioteca Nacional de Francia, Sens y Tonka, 1998 (francés)
- Dominique Perrault, André Morin (fotografías) Aplix, editores Lars Müller, 1999 (Francés / Inglés)
- Claude Rutault, Catálogo de la exposición de la Instalación en el Hotel Industrial Berlier, Electa 2000 (francés)
- Nature - Architecture, Piscina y Velódromo Olímpicos, Actar, 2001 (francés / alemán)
- La mediateca de Venissieux, Actar, 2001 (Francés)
- Marianne Brausch, La gran ampliación del Tribunal de Justicia de las Comunidades Europeas Fondo para la urbanización y planificación de la meseta de Kirchberg, 2002 (Francés / Inglés)
- Nadine Coleno, Perrault cuenta la Biblioteca Nacional de Francia, Editions du Regard SCERE CNDP, 2002
- Dominique Perrault, Nuevo Teatro Mariinsky, Aedes, 2003 (Inglés / Ruso)
- Dominique Perrault, Jordi Bernadó, Ayuntamiento de Innsbruck, Actar, 2004 (Alemán / Inglés)
- Jordi Bernadó (fotografías) MPreis por Dominique Perrault, Actar, 2006 (Francés / Alemán / Inglés)
- Dominique Perrault, André Morin, DPA, GKD-EE. UU., Dominique Perrault, André Morin, DPA, 2006 (Inglés / Alemán)

### Diseño
- Dominique Perrault, Gaëlle Lauriot-Prévost, Muebles y tapicerías, Birkhäuser, 1997 (francés, inglés, alemán)
- Gilles de Bure, Mesh, 2002 (alemá, inglés, español o francés)

## Películas
- El árbol, el libro y el arquitecto de Richard Coppans, 1994, Les Films d’ici, Perrault Projets, 12’
- El libro, sus torres y sus cifras de Richard Coppans, 1996, Les Films d’ici, 13’
- Dominique Perrault de Richard Coppans, 1998, Les Films d’ici, 53’
- Caen, la gran meseta de Richard Coppans, 1998, Les Films d’ici, Distrito del Gran Caen, Perrault Projets, 13’55’’
- Hôtel industriel Jean-Baptiste Berlier de Richard Coppans, 1998, Les Films d’ici, Perrault Projets, 10’13’’
- Biblioteca Nacional de Francia de Richard Coppans, 1998, Les Films d’ici, Perrault Projets, 15’12’’
- Berlin, velódromo olímpico de Richard Coppans, 1998, Les Films d’ici, Perrault Projets, 14’29’’
- Una malla al derecho, unea malla al revés de Richard Coppans, 2002, Les Films d’ici, Perrault Projets, 3’36’’
- Competition, Peking Chinese Television Center de Richard Coppans, Les Films d’ici, 18’24’’
- Supermercados MPREIS de Richard Coppans, 2004, Les Films d’ici, Lille Métropole Comunidad Urbana, Agencia de desarrollo y urbanismo de Lille Métropole, 7’11’’
- La mediateca de Vénissieux de Richard Coppans, 2006, Les Films d’ici, la Cité de l’architecture et du patrimoine, 6’45’’
- Aplix de Richard Coppans, 2006, Les Films d’ici, la Cité de l’architecture et du patrimoine, 6’27’’
- La mediateca Lucie-Aubrac de Richard Coppans, Les Films d’ici, ciudad de Vénissieux, 2007, 13’49’’
- Las once palabras del arquitecto de Richard Coppans, Les Films d’ici, Perrault Projets, 2008, 21’
- La universidad oculta de Seúl de Richard Coppans, Arte France, Les Films d’ici, Dirección de arquitectura y del patrimonio, 2009, 26’02’’
- Great architects: a journey in the mind of Dominique Perrault de Anna Agnelli, Interni & Pirellire, 2010, 20’

## Conferencias de Dominique Perrault on line
- Piscina y velódromo olímpicos, Berlín, Alemania, 1999, Pabellón del Arsenal, ciclo “1 arquitecto, 1 edificio”, 13 de marzo de 2000 (http://www.pavillon-arsenal.com/videosenligne/collection-4-30.php Archivado el 11 de abril de 2014 en Wayback Machine.)
- Hôtel ME Barcelona, España 2009, Pabellón del Arsenal, ciclo “1 arquitecto, 1 edificio”, 24 de septiembre de 2009 (http://www.pavillon-arsenal.com/videosenligne/collection-4-298.php Archivado el 9 de mayo de 2014 en Wayback Machine.)
- Hôtel***, ZAC Porte des Lilas, Paris 19, Pabellón del Arsenal, ciclo Arquitectura=Sostenible (http://www.pavillon-arsenal.com/videosenligne/collection-9-128.php Archivado el 31 de mayo de 2014 en Wayback Machine.)
- Cuando los arquitectos no tienen miedo al vacío, intervención n.º13 Le lieu de tous les possibles, Les Rendez-vous 'Metropolis', Ciudad de la Arquitectura y del Patrimonio, 29 de abril de 2011. Un ciclo de encuentros a iniciativa del Ministerio de Cultura y Comunicación, concebido y realizado por la Ciudad de la Arquitectura y del Patrimonio /Instituto francés de Arquitectura, sobre una idea de Dominique Perrault.(http://webtv.citechaillot.fr/video/metropolis-lieu-tous-possibles-dominique-perrault)
- Madrid, la desaparición de la infraestructuras, coloquio Entre movilidad y centralidades, 21 de octubre de 2011, Ciudad de la Arquitectura y del Patrimonio (http://webtv.citechaillot.fr/video/entre-mobilite-centralites-dominique-perrault)
- La Desaparición de la Arquitectura: Entre Presencia y Ausencia, the Bartlett International Lecture Series, 21 de noviembre de 2012 (http://vimeo.com/54443805)
- Universidades Metrópolis, EPFL Lausana, Suiza, coloquio con Patrick Aebischer, Pabellón del Arsenal, 20 de febrero de 2013 (http://www.pavillon-arsenal.com/videosenligne/collection-33-408.php Archivado el 8 de mayo de 2014 en Wayback Machine.)